# Dürrwien
Dürrwien ist ein Ort in der Stadtgemeinde Pressbaum in Niederösterreich.

## Geografie
Der aus den Teilen Ober-Dürrwien und Unter-Dürrwien bestehende Ort befindet sich im Tal der Dürren Wien, dem linken Quellfluss der Wien, die sich in Pressbaum mit der Kalten Wien vereinigt, und liegt zwischen dem Buchberg 399 m ü. A. im Norden und dem Großen Pfalzberg 504 m ü. A. im Süden. Durch das Tal führt heute die West Autobahn, die, obwohl sie in Hanglage errichtet und mit Lärmschutzwänden versehen wurde, für eine beträchtliche Lärmbelästigung sorgt. Die Dürrwien genannte Haltestelle an der Westbahn befindet sich nicht in Dürrwien, sondern in Pressbaum.

## Geschichte
Im 17. Jahrhundert war der Talboden noch weitgehend unbesiedelt, bestand jedoch aus mehreren verstreut liegenden Gehöften in Hanglage, deren Bewohner Waldwirtschaft und Viehzucht betrieben. Mit den Rotten Offene Meidling und Dürrwien bildeten sich im 18. Jahrhundert zwei kleine Ansiedlungen längs des Flusses heraus, wobei Offene Meidling in der Katastralgemeinde von Pressbaum und Dürrwien in der Katastralgemeinde von Rekawinkel lag. Entsprechend wird Offene Meidling auch als Unter-Dürrwien bezeichnet und Dürrwien mit Ober-Dürrwien gleichgesetzt. Im hinteren Talabschnitt befand sich eine Schießstätte. Im Jahr 1822 wurde der Ort mit 32 zerstreuten Waldhütten genannt, die nach Pressbaum eingepfarrt war, wohin auch die Kinder eingeschult wurden. Die Herrschaft Purkersdorf besaß die Ortsobrigkeit, übte die Landgerichtsbarkeit aus, besorgte die Konskription und hatte die Grundherrschaft inne. Mit der Eröffnung der Westbahn im Dezember 1858 wurde das Wiental leicht erreichbar und von der vornehmen Wiener Gesellschaft gut besucht. Dürrwien wuchs vor allem nach den 1880er Jahren stark an, als Elise Last den Südhang des Buchberges erwarb und nicht nur eine Villa für sich und ihren Mann errichtete, sondern auch einen Ziegelofen, um mit den gebrannten Ziegeln auf dem nach Elise Last benannten Lastberg eine ganzes Villenviertel zu errichten. In diesem heute als Ober-Dürrwien bezeichneten Ortsteil entstanden aber nur vier Villen, das Herrenhaus für die Albert und Elise Last selbst, dann die Rote Villa und die Keinen Villa im Jahre 1885 und die Turmvilla im Jahr 1887. Diese Villen sollten vermietet werden. Elise Last verstarb jedoch 1888, womit sämtliche weiteren Pläne nicht zur Ausführung kamen, die Liegenschaften auf sieben Erben aufgeteilt und 1896 parzelliert wurden, womit der Grundstein für das heutige Ober-Dürrwien gelegt wurde.